# Аквавива (Болцано)
Аквавива (итал. Acquaviva) је насеље у Италији у округу Болцано, региону Трентино-Јужни Тирол.
Према процени из 2011. у насељу је живело 21 становника. Насеље се налази на надморској висини од 510 м.